# Bruno Boscardin
Bruno Boscardin (Le Grand-Saconnex (Genève), 2 februari 1970) is een voormalig Zwitsers wielrenner.

## Belangrijkste overwinningen
1994
- 1e etappe Hofbrau Cup

1996
- Tour du Haut-Var
- 7e etappe Paris-Nice

1999
- Tour du Lac Léman

## Resultaten in voornaamste wedstrijden
| Jaar | Ronde van Italië | Ronde van Frankrijk | Ronde van Spanje |
| ---- | ---------------- | ------------------- | ---------------- |
| 1993 |                  | opgave              |                  |
| 1994 |                  |                     |                  |
| 1995 | opgave           | opgave              |                  |
| 1996 | 80e              | 80e                 |                  |
| 1997 | 66e              |                     |                  |
| 1998 | buiten tijd      |                     |                  |

| Jaar | Milaan-San Remo | Gent-Wevelgem | Ronde van Vlaanderen | Parijs-Roubaix | Ronde van Lombardije | Kuurne-Brussel-Kuurne | Parijs-Brussel |
| ---- | --------------- | ------------- | -------------------- | -------------- | -------------------- | --------------------- | -------------- |
| 1993 |                 | 60e           |                      | 67e            |                      |                       |                |
| 1994 |                 | 89e           |                      | 43e            |                      |                       |                |
| 1995 |                 |               |                      |                | 42e                  |                       | 57e            |
| 1996 | 30e             | 6e            | 33e                  | 45e            |                      | 7e                    | 93e            |
| 1997 |                 | 100e          | 16e                  |                |                      | Brons                 | 6e             |
| 1998 | 124e            | 25e           | 31e                  | 28e            |                      |                       | 23e            |